# Alabama State Route 48
Die Alabama State Route 48 (kurz AL 48) ist eine in Ost-West-Richtung verlaufende State Route im US-Bundesstaat Alabama.

## Verlauf
Die State Route beginnt an den Alabama State Routes 9 und 49 in Lineville und endet südlich von Bowdon an der Grenze zu Georgia. An der Grenze wird er zu den Georgia State Routes 5 und 100. Die zweispurige Straße dient als Verbindung des Ortes Lineville mit dem U.S. Highway 431 in Wedowee, einer wichtigen Nord-Süd-Verbindung im Osten von Alabama. Westlich von Wedowee überquert die State Route den Lake Wedowee.

## Geschichte
Bei der Vergabe der Nummer 48 im Jahr 1940 führte die AL 48 von Pell City über Talladega, Ashland, Lineville, Wedowee nach Omaha. Nach 17 Jahren wurde der Verlauf des Highways 1957 überarbeitet. Die Strecke zwischen Pell City und Talladega wurde zur Alabama State Route 34 hinzugefügt. Der Abschnitt zwischen Talladega und Ashland gehört seitdem zur Alabama State Route 77. Des Weiteren wurde der Verlauf westlich von Wedowee geändert, wonach sie bis heute an der Grenze zu Georgia endet.